# New London (Ohio)
Pour les articles homonymes, voir New London.
New London est un village américain situé dans le comté de Huron, dans l'Ohio. Selon le recensement de 2010, sa population est de 2 461 habitants.